# Tháng 11 năm 2012
Tháng 11 năm 2012 bắt đầu vào Thứ Năm và kết thúc sau 30 ngày vào Thứ Sáu.

## Chủ đề:Thời sự
| << Tháng 11 năm 2012 >> |    |    |    |    |    |    |
| CN                      | T2 | T3 | T4 | T5 | T6 | T7 |
|                         |    |    |    | 1  | 2  | 3  |
| 4                       | 5  | 6  | 7  | 8  | 9  | 10 |
| 11                      | 12 | 13 | 14 | 15 | 16 | 17 |
| 18                      | 19 | 20 | 21 | 22 | 23 | 24 |
| 25                      | 26 | 27 | 28 | 29 | 30 |    |
|                         |    |    |    |    |    |    |

| Giới thiệu trang này |

| Sự kiện đang tiếp diễn                                                     |
| -------------------------------------------------------------------------- |
| - Đại Suy thoái - Khủng hoảng nợ công châu Âu - Khủng hoảng kinh tế Hy Lạp |

| Mới mất |
| --- |
| Tháng 11 - 30: Inder Kumar Gujral - 28: Zig Ziglar - 27: Marvin Miller - 26: Joseph Murray - 26: Martin Richards - 25: Earl Carroll - 25: Lars Hörmander - 25: Dave Sexton - 25: Dinah Sheridan - 24: Héctor Camacho - 23: Larry Hagman - 22: Bryce Courtenay - 22: Jan Trefulka - 21: Mr. Food - 21: Ajmal Kasab - 20: Kaspars Astašenko - 20: Ivan Kušan - 19: John Hefin - 19: Warren Rudman - 19: Boris Strugatskiy - 18: Miliki - 17: Bal Thackeray - 14: Ahmed Jabari - 11: Ilya Oleynikov - 9: Sergey Nikolsky - 9: Bill Tarmey - 6: Clive Dunn - 6: Maxim of Bulgaria - 5: Elliott Carter - 5: Leonardo Favio - 5: Sikandar Sanam - 3: Kailashpati Mishra - 3: Eugenija Pleškytė - 3: Ingegerd Troedsson - 2: János Rózsás - 2: Han Suyin - 1: Gae Aulenti - 1: Agustín García Calvo |

| Xung đột tiếp diễn |
| --- |
| - Chiến tranh chống khủng bố - Hải tặc Somalia - Xung đột Ả Rập-Israel - Yemen trấn áp al-Qaeda - Chiến tranh Afghanistan - Bạo loạn ở miền Nam Thái Lan - Tranh chấp chủ quyền Biển Đông - Xung đột biên giới Campuchia–Thái Lan - Chiến tranh ma túy Mexico - Xung đột nội bộ tại Peru |

| sửa thanh bên |
|               |